# Matthias Henseler
Matthias Henseler (* 5. November 1887 in Geisbach bei Hennef; † 13. Dezember 1964) war ein deutscher Politiker (Zentrum, CDU). Er war von 1950 bis 1958 Mitglied des Landtags von Nordrhein-Westfalen.

## Ausbildung und Beruf
Matthias Henseler absolvierte nach der Volksschule eine Ausbildung zum Werkzeugmacher. Ab 1921 arbeitete er als Geschäftsführer des Christlichen Metallarbeiter-Verbandes bis zu dessen Auflösung 1933. Von 1945 bis 1952 war Henseler Leiter des Wirtschafts- und Ernährungsamtes des Siegkreises.

## Politik
Henseler war vor 1933 Zweiter Vorsitzender der Zentrumspartei im Siegkreis. Er saß von 1921 bis 1933 im Kreistag, ab 1925 war er auch Mitglied des Kreisausschusses des Siegkreises. Nach dem Zweiten Weltkrieg war Henseler von 1945 bis 1946 Mitglied des von den Alliierten ernannten Kreisausschusses des Siegkreises. Er wurde 1948 Vorsitzender der Gewerkschaft ÖTV der Verwaltungsstelle Siegburg. 
Henseler wurde in der zweiten und dritten Wahlperiode als Direktkandidat der CDU im Wahlkreis 23 (Siegkreis-Nord) in den nordrhein-westfälischen Landtag gewählt, er war Abgeordneter vom 5. Juli 1950 bis zum 12. Juli 1958. 
Ab 1952 war er stellvertretender CDU-Kreisvorsitzender und wurde von 1952 bis 1956 auch erneut in den Kreistag des Siegkreises gewählt.